# Диди-Недзис-Кахати
Диди-Недзис-Кахати (груз. დიდი ნეძის კახათი) — село в Грузии, на территории Зугдидского муниципалитета края (мхаре) Самегрело-Верхняя Сванетия.

## География
Село находится в западной части Грузии, на правом берегу реки Джуми, на расстоянии приблизительно 11 километров (по прямой) к юго-западу от города Зугдиди, административного центра муниципалитета. Абсолютная высота — 14 метров над уровнем моря.

## Население
По результатам официальной переписи населения 2014 года в Диди-Недзис-Кахати проживало 362 человека (181 мужчина и 181 женщина). В национальной структуре населения грузины составляли 100 %.
| Год  | Население, человек |
| ---- | ------------------ |
| 2002 | 503                |
| 2014 | ↘ 362              |